# London-papyrusen

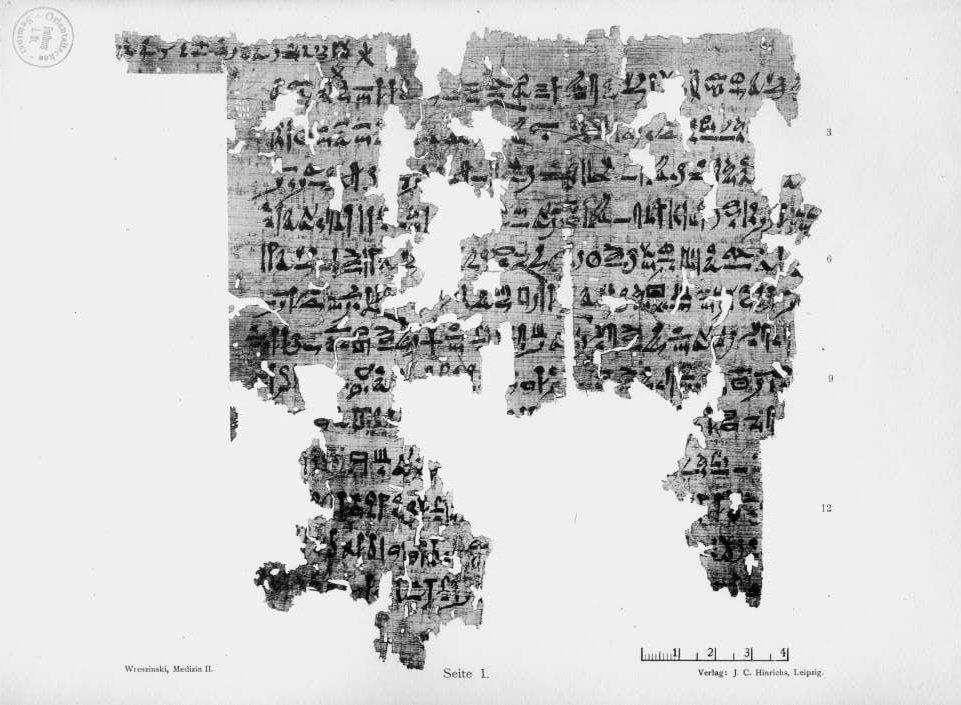
London- papyrusen

London-papyrusen (EA 10059) är ett papyrusfynd från Forntida Egypten och är bland de äldsta bevarade skrifter om medicin. Manuskriptet dateras till cirka 1300-talet f.Kr. och förvaras idag på British Museum i London.

## Manuskriptet
London-papyrusen är endast en fragmenterad papyrusrulle där början och slutet av rullen saknas, rullens storlek är cirka 210 × 18 cm. Ursprungligen var höjden på arken troligen cirka 20 cm, papyrusen är en palimpsest och texten är skriven både på rectosidan och på versosidan.
Manuskriptet är en samlingsskrift och omfattar 19 ark med 61 kapitel, texten består av beskrivningar av olika sjukdomar och 61 olika  medicinska recept och trollformler mot olika åkommor. Endast 25 recept är dock medicinska. Trollformlerna skulle användas tillsammans med medicinen. Recepten omfattar huvudsakligen behandlingar mot hudåkommor, kvinnoåkommor, ögonbesvär, blödningar och brännskador. Bland sjukdomar beskrivs bland annat snäckfeber.
Texten är skriven i en stil som var vanlig under Egyptens artonde dynasti och manuskriptet dateras till mellan 1350 och 1325 f. Kr. kring Tutankhamuns regeringstid.

## Historia
Det är inte känd när papyrusfragmentet upptäcktes, det förvarade på Royal Institute of London fram till 1860 då det donerades till British Museum.
Manuskriptet är ett av de bevarade Fornegyptiska medicinska papyri.
1912 publicerade tyske Walter Wreszinski den första kompletta översättningen Der Londoner medizinische Papyrus und der Papyrus Hearst i boken "Die Medizin der alten Ägypter" del II.
Vissa forskare anser att 6 recept mot brännskador bekräftar ett vulkaniskt nedfall över Egypten, närmare bestämt från vulkanutbrottet på ön Santorini under tidiga bronsåldern. 4 recept beskriver behandling av askans effekt på huden, 1 recept beskriver behandling av vatten förorenat av aska och 1 recept beskriver behandling av effekten av smutsigt regn. Liknande beskrivningar återfinns även i Hearst-papyrusen, Carlsberg VIII-papyrusen och Ramesseum papyri.
Manuskriptets arkivnummer på British Museum är EA 10059.